# Else Fisher
Else Fisher, gift Else Fisher Bergman, född 1 mars 1918 i Melbourne i Australien, död 3 mars 2006, var en svensk dansare, koreograf, regissör, skådespelare och tecknare.

## Biografi
Fisher var dotter till textilkonstnären Eivor Fisher och syster till Randi Fisher. Hon var åren 1943–1946 gift med Ingmar Bergman med vilken hon fick dottern Lena Bergman.  Hon gav under 1940-talet ut barnböckerna Sagan om Beppo ritad och berättad och Udda Person ritad och berättad som hon själv illustrerade. Fisher är begravd på Norra begravningsplatsen utanför Stockholm.

## Filmografi
Roller
- 1948 – Stanna en stund!
- 1950 – Två trappor över gården
- 1952 – Flyg-Bom
- 1956 – Rasmus, Pontus och Toker

Koreografi
- 1956 – Det renaste ni drömt om...
- 1957 – Det sjunde inseglet

## Teater

### Roller
| År   | Roll          | Produktion                                           | Regi                | Teater                           |
| ---- | ------------- | ---------------------------------------------------- | ------------------- | -------------------------------- |
| 1944 | Clownen Beppo | Clownen Beppo Else Fisher                            | Ingmar Bergman      | Medborgarteatern                 |
| 1945 | Medverkande   | Taggens varuhusrevy Georg Eliasson och Gösta Rybrant | Per-Axel Branner    | Nya Teatern                      |
| 1947 |               | Romeo och Julia William Shakespeare                  | Johan Falck         | Norrköping-Linköping stadsteater |
| 1947 |               | Kungens paket Staffan Tjerneld och Alf Henrikson     | Hans Dahlin         | Norrköping-Linköping stadsteater |
| 1947 | Solodans      | Venus S. J. Perelman, Ogden Nash och Kurt Weill      | Johan Falck         | Norrköping-Linköping stadsteater |
| 1948 | Systern       | Dagar på ett moln Kjeld Abell                        | Johan Falck         | Norrköping-Linköping stadsteater |
| 1948 | Spindelväv    | En midsommarnattsdröm William Shakespeare            | Stig Roland         | Norrköping-Linköping stadsteater |
| 1948 |               | Strändernas svall Eyvind Johnson                     | Johan Falck         | Norrköping-Linköping stadsteater |
| 1948 |               | Susanne Hans Adler och Alexander Steinbrecher        | Sandro Malmquist    | Norrköping-Linköping stadsteater |
| 1949 |               | En komedi om kärlek Jean Anouilh                     | Johan Falck         | Norrköping-Linköping stadsteater |
| 1949 |               | Clownen Beppo Else Fisher                            |                     | Norrköping-Linköping stadsteater |
| 1949 |               | Tre cirklar Erik Müller                              | Johan Falck         | Norrköping-Linköping stadsteater |
| 1949 |               | Cæsar och Cleopatra George Bernard Shaw              | Johan Falck         | Norrköping-Linköping stadsteater |
| 1949 |               | En handelsresandes död Arthur Miller                 | Johan Falck         | Norrköping-Linköping stadsteater |
| 1950 |               | U39 Rudolf Värnlund                                  | Gunnar Skoglund     | Norrköping-Linköping stadsteater |
| 1950 |               | Fyra färger                                          |                     | Norrköping-Linköping stadsteater |
| 1952 | Bagerskan     | Harlekino och Harlekina Else Fisher                  | Kurt-Olof Sundström | Dramaten                         |
| 1965 | Medverkande   | Yvonne, prinsessa av Bourgogne Witold Gombrowicz     | Alf Sjöberg         | Dramaten                         |

### Regi
| År   | Produktion            | Upphovsmän     | Teater                   |
| ---- | --------------------- | -------------- | ------------------------ |
| 1944 | Clownen Beppo         | Else Fisher    | Helsingborgs stadsteater |
| 1953 | Rödluvan Rotkäppchen  | Robert Bürkner | Folkan                   |
| 1957 | Vi bygger hus         | Else Fisher    | Lilla Teatern            |
| 1958 | Magister Bläckstadius | August Blanche | Riksteatern              |

### Koreografi
| År   | Produktion                                      | Upphovsmän                                                                 | Regi             | Teater                           |
| ---- | ----------------------------------------------- | -------------------------------------------------------------------------- | ---------------- | -------------------------------- |
| 1941 | Fågel blå                                       | Zacharias Topelius                                                         | Ingmar Bergman   | Sagoteatern                      |
| 1942 | En midsommarnattsdröm A Midsummer Night's Dream | William Shakespeare                                                        | Ingmar Bergman   | Stockholms studentteater         |
| 1942 | Kaspers död                                     | Ingmar Bergman                                                             | Ingmar Bergman   | Stockholms studentteater         |
| 1943 | Niels Ebbesen                                   | Kaj Munk                                                                   | Ingmar Bergman   | Dramatikerstudion                |
| 1947 | Venus One touch of Venus                        | S. J. Perelman och Ogden Nash och Kurt Weill Översättning Anita Halldén    | Johan Falck      | Norrköping-Linköping stadsteater |
| 1948 | En midsommarnattsdröm A Midsummer Night's Dream | William Shakespeare Översättning Karl August Hagberg                       | Stig Roland      | Norrköping-Linköping stadsteater |
| 1948 | Strändernas svall                               | Eyvind Johnson                                                             | Johan Falck      | Norrköping-Linköping stadsteater |
| 1948 | Susanne Meine Nichte Susanne                    | Hans Adler och Alexander Steinbrecher Översättning Gunnar Rydgren          | Sandro Malmquist | Norrköping-Linköping stadsteater |
| 1949 | En komedi om kärlek Léocadia                    | Jean Anouilh Översättning Gustaf Bjurström och Tuve-Ambjörn Nyström        | Johan Falck      | Norrköping-Linköping stadsteater |
| 1950 | Fyra färger                                     |                                                                            |                  | Norrköping-Linköping stadsteater |
| 1951 | Blodsbröllop Bodas de Sangre                    | Federico García Lorca Översättning Karin Alin och Hjalmar Gullberg         | Johan Falck      | Norrköping-Linköping stadsteater |
| 1953 | Tolvskillingsoperan Die Dreigroschenoper        | Bertolt Brecht och Kurt Weill Översättning Curt Berg                       | John Zacharias   | Norrköping-Linköping stadsteater |
| 1954 | Stormen The Tempest                             | William Shakespeare Översättning Allan Bergstrand, Bearbetning Johan Falck | Johan Falck      | Helsingborgs stadsteater         |

## Textförfattare musik
- Båtvisa
- Den lyse nat